# Le Bucentaure retournant au Môle le jour de l'Ascension
Le Bucentaure retournant au Môle le jour de l'Ascension (ou Fête devant le palais des Doges) est  une peinture  du peintre vénitien Canaletto. Telero réalisée en peinture à l'huile sur toile mesurant 182 × 259 cm, c'est le pendant de la L'Arrivée de l'Ambassadeur français au palais ducal également conservé en 1760 au Musée de l'Ermitage à Saint-Pétersbourg.
En 1930, Le tableau est transféré au Musée Pouchkine de Moscou, où il demeure.
Il existe des variantes de l'œuvre  dans plusieurs collections, dont la Royal Collection at Windsor Castle, la Dulwich Picture Gallery et le musée des Offices de Florence et copiée également par Fiodor Alexeïev  au Musée russe.

## Description
Sur le tableau sont représentés de la gauche vers la droite : au premier plan : le Bacino di San Marco sur lequel voguent de nombreuses gondoles et le Bucentaure. Au second plan : la Zecca, la Biblioteca Marciana, la piazzetta de la place Saint-Marc, les colonnes de Saint Marc et de Saint Théodore (en), le palais des Doges et la prison des Plombs. Et en arrière-plan : le campanile de Saint-Marc, la tour de l'Horloge et la basilique Saint-Marc.

## Contexte historique
Traditionnellement, le Bucentaure est une galère de parade des doges de Venise lors des festivités du jour de l'Ascension. L'occasion de la prise de fonction en 1726 de l'ambassadeur français Jacques-Vincent Languet de Gergy permet aux dirigeants de la ville de célébrer avec faste cette visite.
Cette peinture et son pendant, L'Arrivée de l'Ambassadeur français au palais ducal, traduisent les deux aspects de cette cérémonie diplomatique entre les deux états concernés.